# Georg von Habsburg
Georg von Habsburg, madžarski diplomat nemško-avstrijskega porekla, * 16. december 1964.
v Avstriji je znan kot Georg Habsburg-Lothringen, na Madžarskem kot Habsburg György, v nekaterih mednarodnih medijih pa ga imenujejo Nadvojvoda Georg Avstrijski.

## Družina
Rojen v Nemčiji kot Paul Georg Maria Joseph Dominikus, je drugi sin (ter sedmi in najmlajši otrok) Otta von Habsburga, zadnjega prestolonaslednika Avstro-Ogrske, in njegove žene Regine. Oče Otto, dedič zadnjega monarha Avstro-Ogrske Karla I. (IV. kot ogrskega kralja), se je leta 1961 odpovedal vsem zahtevam po avstrijskem prestolu. Georg von Habsburg je odraščal v izgnanstvu na domu svojih staršev, v Villi Austria v Pöckingu na Bavarskem.
18. oktobra 1997 se je v Budimpešti poročil z Eiliko von Oldenburg, starejšo hčerko vojvode Johanna Oldenburškega in Ilke Ortenburške. Za razliko od zakona svojega starejšega brata Karla je bila leta 1993 sklenjena poroka dinastična, kar je v skladu z nekdanjimi habsburškimi hišnimi zakoni. Medtem ko je Georg rimokatoličan, je njegova žena ostala luteranka. Par ima tri otroke:
- Zsófia Mária Tatjána Mónika Erzsébet Katalin (Zofija Marija Tatjana Monika Elisabeta Katarina, * 12. januar 2001, Budimpešta)
- Ildikó Mária Walburga (Hilda Marija Valburga, * 6. junij 2002, Budimpešta)
- Károly-Konstantin Mihály István Mária (Karel-Konstantin Mihael Štefan Marija, * 20. julij 2004, Budimpešta)

Habsburg živi z družino blizu vasi Sóskút v Peštski županiji na Madžarskem. Njegov najstarejši otrok je prvi Habsburžan, rojen na Madžarskem po več kot petdesetih letih.

## Kariera
Habsburg je bil predsednik madžarskega Rdečega križa, leta 1996 pa je bil imenovan za izrednega veleposlanika Madžarske v Evropskem parlamentu.
Decembra 2020 je bil imenovan za madžarskega veleposlanika v Franciji.

## Odlikovanja in nagrade

### Dinastična
- Rodbina Habsburško-Lotarinška:
  - Vitez reda zlatega runa[7]
  - Namestni veliki mojster reda sv. Jurija[8]

### Državna
- Tonga: 
  - Veliki križ reda najbolj predane kraljeve družine Tonge
  - kronanjska medalja kralja Tupoua VI.

### Ostala
- Civis Honoris Causa Univerze v Debrecenu[9]
- Medalja Kopácsi Sándor Polgárőr Érdemrend[10]
- Častni občan (Civis Honoris Causa) Univerze za tehnologijo in ekonomijo v Budimpešti[11]